# PROM

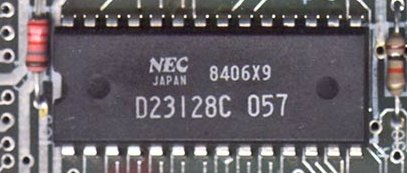
Paměť PROM typu D23128C na desce počítače ZX Spectrum

PROM (anglicky Programmable Read Only Memory) nebo také OTP (anglicky One Time Programmable) je elektricky "jednorázově" programovatelná permanentní paměť. Tato paměť se používá podobně jako ROM. Každý bit PROM je při programování možné přepsat z 1 na hodnotu 0, avšak tato změna je nevratná. Dnes je vzhledem k nízké ceně mazatelných pamětí použití tohoto typu paměti vzácné. Paměť se vyráběla jen v malých kapacitách paměti (cca 32byte až několik kilobyte) jako levná varianta paměti proti (tehdejším) cenám mazatelných pamětí EPROM/EEPROM.
Kdysi byly PROM založeny na technologii přepalování propojek, novější PROM jsou technologicky vlastně EPROM/EEPROM bez části dovolující mazání. U nových zařízení se spíše než termín PROM používá označení OTP.

## Použití
Dnes je cena PROM/OTP jen nepatrně nižší, než cena EEPROM/FLASH, zatímco nevýhody PROM/OTP proti EEPROM/FLASH jsou výrazné. Avšak u masově vyráběných zařízení (malé mikrokontroléry) mohou i drobné rozdíly v ceně hrát roli.
PROM/OTP se někdy záměrně používá pro speciální účely, kdy je nevratnost přeprogramování výhodou. To může být například záznam sériového čísla, servisní záznamy atp. Takové záznamy mohou vyžadovat vhodné kódování (např. ochranu vhodným kontrolním součtem), aby byla vyloučena jejich změna bez poškození kódu. Výrobce rovněž může použitím OTP bránit tomu, aby zákazník vyrobené zařízení modifikoval.
Obvody PROM je monžné využít jako programovatelné logické obvody pro realizaci logických funkcí, kdy jednotlivé adresní vstupy paměti PROM slouží jako vstupy. Datové výstupy obvodu slouží jako výstupy logických funkcí.

## Výhody a nevýhody
Výhody:
- PROM lze programovat (vyplatí se i pro malosériovou výrobu)
- PROM lze programovat i po částech
- jednodušší technologie výroby (nemusí podporovat mazání)

Nevýhody:
- bit změněný na 0 nelze vrátit zpátky
- u moderních PROM/OTP založených na technologii EPROM nižší životnost záznamu než u ROM programovaných maskou
- při velkých sériích pravděpodobně vyšší cena proti ROM